# Manducus
Manducus is een geslacht van straalvinnige vissen uit de familie van de borstelmondvissen (Gonostomatidae).

## Soorten
- Manducus greyae (Johnson, 1970)
- Manducus maderensis (Johnson, 1890)